# Johann Friedrich Ryhiner
Johann Friedrich Ryhiner (* 1574; † 1634) war ein Schweizer Politiker und Bürgermeister von Basel.

## Leben
Johann Friedrich Ryhiner war der Sohn des Mediziners Friedrich Ryhiner (1549–1588) und der Agnes von Brunn (1549–1633), Nichte des Bonaventura von Brunn. Er heiratete 1606 Magdalena Platter, eine Tochter des Thomas Platter.
Ryhiner absolvierte sein Studium mit Bravour und erhielt den «Doctor Utriusque Iuris» (IUD). Ab 1604 war er zunächst Stadtschreiber (er hatte dieses Amt schliesslich insgesamt 24 Jahre inne), 1608 wurde er zum Sechser und damit in den Grossen Rat gewählt. Die weiteren Ämter waren: 1628–1634 Dreizehner (Geheimer Staatsrat), 1628–1630 Oberstzunftmeister, 1630–1634 Bürgermeister der Stadt Basel. Ryhiner war Inhaber zahlreicher weiterer Ämter und Gesandter. Er gehörte zu den vier reichsten Basler Bürgern seiner Zeit.